# Tim Melia
Timothy Melia, detto Tim (Great River, 15 maggio 1986), è un ex calciatore statunitense, di ruolo portiere.

## Carriera
Il 30 aprile 2008, firma con i Rochester Rhinos, squadra militante in USL. A causa dell'infortunio del portiere titolare, Melia gioca buona parte della stagione riuscendo a mettersi in luce per i suoi lanci lunghi.
Il 16 marzo 2010 passa al Real Salt Lake venendo girato in prestito al Charleston Battery, dove si mette in luce in coppa nazionale, aiutando la squadra a battere ai rigori il Chicago Fire.
Nella pre season della stagione 2012 passa al Chivas USA. In totale colleziona sei presenze con i californiani.
Il 13 agosto 2014 passa allo Sporting Kansas City.

## Statistiche

### Presenze e reti nei club
Statistiche aggiornate al 1º gennaio 2025.
| Stagione                    | Squadra                     | Campionato                  | Campionato | Campionato | Coppe nazionali | Coppe nazionali | Coppe nazionali | Coppe continentali | Coppe continentali | Coppe continentali | Altre coppe | Altre coppe | Altre coppe | Totale | Totale |
| Stagione                    | Squadra                     | Comp                        | Pres       | Reti       | Comp            | Pres            | Reti            | Comp               | Pres               | Reti               | Comp        | Pres        | Reti        | Pres   | Reti   |
| --------------------------- | --------------------------- | --------------------------- | ---------- | ---------- | --------------- | --------------- | --------------- | ------------------ | ------------------ | ------------------ | ----------- | ----------- | ----------- | ------ | ------ |
| 2009                        | Rochester Rhinos            | USL                         | 14         | -13        | USOC            | 2               | -2              |                    | -                  | -                  |             | -           | -           | 20     | -15    |
| Totale Rochester Rhinos     | Totale Rochester Rhinos     | Totale Rochester Rhinos     | 14         | 0          |                 | -               | -               |                    | -                  | -                  |             | -           | -           | 14     | 0      |
| 2010                        | Charleston Battery          |                             | -          | -          | USOC            | 3               | -4              |                    | -                  | -                  |             | -           | -           | 3      | -4     |
| 2011                        | FC New York                 | USL                         | 4          | -4         |                 | -               | -               |                    | -                  | -                  |             | -           | -           | 4      | -4     |
| 2012                        | Chivas USA                  | MLS                         | 2          | -4         | USOC            | 3               | -2              |                    | -                  | -                  |             | -           | -           | 5      | -5     |
| 2013                        | Chivas USA                  | MLS                         | 2          | -7         |                 | -               | -               |                    | -                  | -                  |             | -           | -           | 2      | -7     |
| 2014                        | Chivas USA                  | MLS                         | 2          | -3         |                 | -               | -               | CCL                | -                  | -                  |             | -           | -           | 2      | -3     |
| Totale Chivas USA           | Totale Chivas USA           | Totale Chivas USA           | 6          | -12        |                 | 3               | -2              |                    | -                  | -                  |             | -           | -           | 9      | -17    |
| 2015                        | Sporting Kansas City        | MLS                         | 23+1       | -29        | USOC            | 5               | -5              |                    | -                  | -                  |             | -           | -           | 29     | -34    |
| 2016                        | Swope Park Rangers          | USL                         | 1          | -2         |                 | -               | -               |                    | -                  | -                  |             | -           | -           | 1      | -2     |
| 2016                        | Sporting Kansas City        | MLS                         | 27+1       | -31        | USOC            | -               | -               | CCL                | 1                  | -2                 |             | -           | -           | 29     | -33    |
| 2017                        | Sporting Kansas City        | MLS                         | 28         | -22        | USOC            | 4               | -1              |                    | -                  | -                  |             | -           | -           | 32     | -23    |
| Totale Sporting Kansas City | Totale Sporting Kansas City | Totale Sporting Kansas City | 80         | -85        |                 | 9               | -6              |                    | 1                  | -2                 |             | -           | -           | 90     | -93    |
| Totale carriera             | Totale carriera             | Totale carriera             | 105        | -118       |                 | 17              | -14             |                    | 1                  | -2                 |             | -           | -           | 123    | -134   |

## Palmarès

### Club

#### Competizioni nazionali
- U.S. Open Cup: 2

Sporting Kansas City: 2015, 2017

### Individuale
- MLS Best XI: 1

2017